# Tereza Vinklárková
Tereza Vinklárková (* 3. Dezember 1998 in Brünn, Jihomoravský kraj) ist eine tschechische Biathletin. Sie gab 2020 im Rahmen der Weltmeisterschaften ihr Weltcupdebüt.

## Sportliche Laufbahn
Tereza Vinklárková betreibt seit 2006 Biathlon. Sie gab 2016 bei den Juniorenweltmeisterschaften ihr internationales Debūt und gewann in der Jugendkonkurrenz mit der Staffel die Silbermedaille. Wenig später startete sie bei den Olympischen Jugendspielen in Lillehammer und wurde 14. im Sprint, 16. der Verfolgung sowie 12. und 9. in den Mixedstaffeln. Highlight in der Folgesaison wurde Rang 8 im Einzel der Jugend-WM. Auch 2017/18 startete die Tschechin bei Juniorenwettkämpfen, bestes Ergebnis wurde hier Platz 4 an der Seite von Jakub Štvrtecký bei der Junioren-EM auf der Pokljuka. Ende 2018 debütierte Vinklárková im IBU-Cup. Sie bestritt die komplette Saison in der zweithöchsten Rennklasse, konnte aber keinen Punkt gewinnen. Anfang Januar 2020 ergatterte die Tschechin als 20. des Kurzeinzels in Osrblie schließlich erste IBU-Cup-Punkte, woraufhin sie einen fünften Rang in der Single-Mixed-Staffel erreichte. Nachdem auch die Juniorenweltmeisterschaften 2020 mit drei Top-10-Ergebnissen erfolgreich verliefen, gab Vinklárková bei den Weltmeisterschaften ihren Einstand auf der höchsten Ebene des Sports. Sie startete im Einzel und wurde mit vier Fehlern 62. Zu Beginn des Winters 2020/21 gab sie in Oberhof zunächst ihr Debüt im regulären Weltcup, wurde aber nach relativ schwachen Ergebnissen wieder zurückgestuft. In Osrblie erreichte die Tschechin mit Rang 13 im Sprint dort ihr bestes Karriereergebnis. Im August 2021 gab es mit Rang 9 im Verfolger der Sommerbiathlon-WM ein weiteres gutes Ergebnis.
Auch in der Folgesaison gehörte Vinklárková von Anfang an zum Weltcupaufgebot und wurde bereits in ihrem zweiten Rennen Sprint-29. Zudem erreichte sie vor dem Jahreswechsel zwei Verfolgungsrennen. Nach unterdurchschnittlichen Ergebnissen verbrachte die Tschechin die zweite Saisonhälfte erneut im IBU-Cup, im Gegensatz zum Vorjahr erzielte sie aber keine hervorragenden Ergebnisse. Die Saison schloss sie auf Rang 94 der Weltrangliste ab. Den Winter 2022/23 bestritt sie bis zu den Europameisterschaften im IBU-Cup und erzielte mehrere Top-30-Resultate, darunter Platz 16 im Sprint von Idre. Da Jessica Jislová krankheitsbedingt absagte, wurde Vinklárková kurzfristig zu den Weltmeisterschaften nach Oberhof berufen und wurde 34. des Einzels sowie Siebte mit der Damenstaffel. Das letzte Trimester bestritt die 24-Jährige im Weltcup, kam aber nicht in die Nähe der Punkteränge. Im August 2023 gewann sie überraschend ihre erste Medaille auf Erwachsenenebene, indem sie im Sprint der Sommerbiathlon-WM hinter Tuuli Tomingas und Lisa Spark Rang drei belegte. Der folgende Winter verlief zunächst jedoch nicht nach Plan. Vinklárková wurde nach dem ersten Trimester aus dem Weltcupteam genommen, wo sie regelmäßig punktete, aber wie auch bei den Europameisterschaften keine vorderen Positionen erzielte. Überraschend kam daher ihr erster IBU-Cup-Podestplatz im Verfolger von Obertilliach am Saisonende, nachdem sie im vorhergehenden Sprint nur Platz 19 erreicht hatte.
In der Saison 2024/25 gelang Vinklárková kein Leistungssprung. Mit Ausnahme eines zehnten Platzes im Sprint von Osrblie und Rang zwei im Single-Mixed-Wettkampf mit Tomáš Mikyska an gleicher Stelle erreichte sie im IBU-Cup kein Top-30-Ergebnis, auch die vier Weltcupstarts im Saisonverlauf, darunter ihr erster Staffeleinsatz, brachten keinen nennenswerten Erfolg.

## Persönliches
Vinklárková lebt in ihrer Geburtsstadt Brünn.

## Statistiken

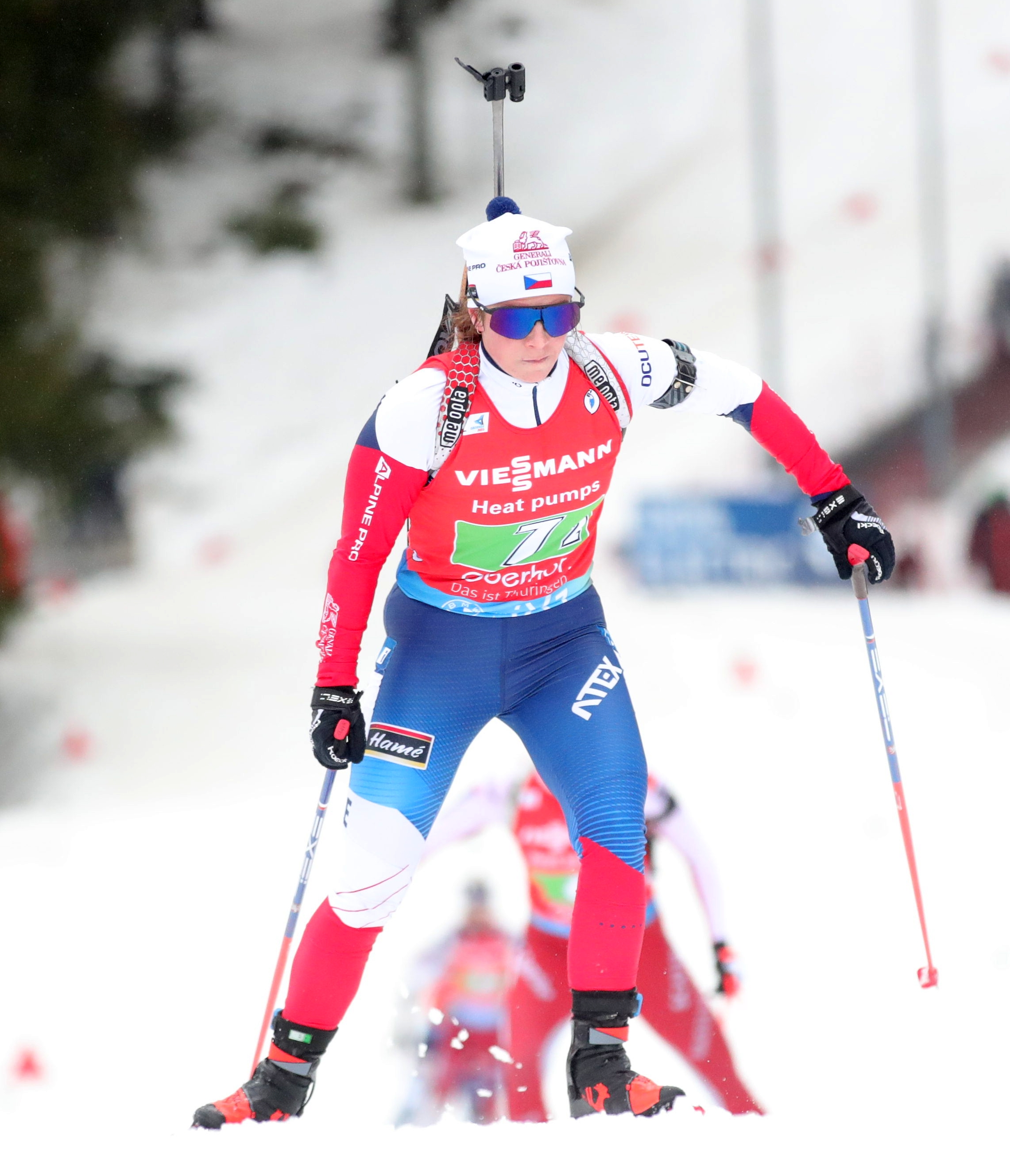
Vinklárková bei der WM 2023 in Oberhof

### Weltcupplatzierungen
Die Tabelle zeigt alle Platzierungen (je nach Austragungsjahr einschließlich Olympische Spiele und Weltmeisterschaften).
- 1.–3. Platz: Anzahl der Podiumsplatzierungen
- Top 10: Anzahl der Platzierungen unter den ersten zehn (einschließlich Podium)
- Punkteränge: Anzahl der Platzierungen innerhalb der Punkteränge (einschließlich Podium und Top 10)
- Starts: Anzahl gelaufener Rennen in der jeweiligen Disziplin
- Staffel: inklusive Mixed- und Single-Mixed-Staffeln

| Platzierung               | Einzel | Sprint | Verfolgung | Massenstart | Staffel | Gesamt |
| ------------------------- | ------ | ------ | ---------- | ----------- | ------- | ------ |
| 1. Platz                  |        |        |            |             |         |        |
| 2. Platz                  |        |        |            |             |         |        |
| 3. Platz                  |        |        |            |             |         |        |
| Top 10                    |        |        |            |             |         |        |
| Punkteränge               |        | 1      |            |             | 1       | 2      |
| Starts                    | 5      | 13     | 2          |             | 1       | 21     |
| Stand: Saisonende 2024/25 |        |        |            |             |         |        |

### Weltcupwertungen
Ergebnisse bei Weltcups (Disziplinen- und Gesamtweltcup) gemäß Punktesystem.
| Saison  | Einzel | Einzel | Sprint | Sprint | Verfolgung | Verfolgung | Massenstart | Massenstart | Gesamt | Gesamt |
| Saison  | Platz  | Punkte | Platz  | Punkte | Platz      | Punkte     | Platz       | Punkte      | Platz  | Punkte |
| ------- | ------ | ------ | ------ | ------ | ---------- | ---------- | ----------- | ----------- | ------ | ------ |
| 2021/22 | –      | –      | 76.    | 12     | –          | –          | –           | –           | 94.    | 12     |

### Biathlon-Weltmeisterschaften
Ergebnisse bei den Weltmeisterschaften:
| Weltmeisterschaften | Weltmeisterschaften | Einzelwettbewerbe | Einzelwettbewerbe | Einzelwettbewerbe | Einzelwettbewerbe | Staffelwettbewerbe | Staffelwettbewerbe | Staffelwettbewerbe |
| Jahr                | Ort                 | Einzel            | Sprint            | Verfolgung        | Massenstart       | Damenstaffel       | Mixedstaffel       | S.-M.-Staffel      |
| ------------------- | ------------------- | ----------------- | ----------------- | ----------------- | ----------------- | ------------------ | ------------------ | ------------------ |
| 2020                | Antholz             | 62.               | –                 | –                 | –                 | –                  | –                  | –                  |
| 2023                | Oberhof             | 34.               | 85.               | –                 | –                 | 7.                 | –                  | –                  |

### Jugend-/Juniorenweltmeisterschaften
Vinklárková nahm bis 2017 an den Jugend-, ab 2018 an den Juniorenwettkämpfen teil.
| Weltmeisterschaften | Weltmeisterschaften | Einzelwettbewerbe | Einzelwettbewerbe | Einzelwettbewerbe | Frauenstaffel |
| Jahr                | Ort                 | Einzel            | Sprint            | Verfolgung        | Frauenstaffel |
| ------------------- | ------------------- | ----------------- | ----------------- | ----------------- | ------------- |
| 2016                | Cheile Grădiștei    | 33.               | 57.               | 32.               | 2.            |
| 2017                | Osrblie             | 8.                | 32.               | 23.               | 9.            |
| 2018                | Otepää              | 47.               | 30.               | 21.               | 7.            |
| 2020                | Lenzerheide         | 5.                | 6.                | 13.               | 5.            |